# Uniunea lingvistică balcanică
Uniunea lingvistică balcanică este numele dat unor similarități în gramatică (morfologie și sintaxă), lexic și fonologie găsite în limbile balcanice. Este remarcabil faptul că deși dimensiunea lexicului comun este relativ mică, gramaticile limbilor prezintă un grad mult mai mare de similaritate.

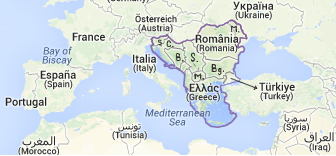
Țările balcanice, conform uniunii lingvistice balcanice.

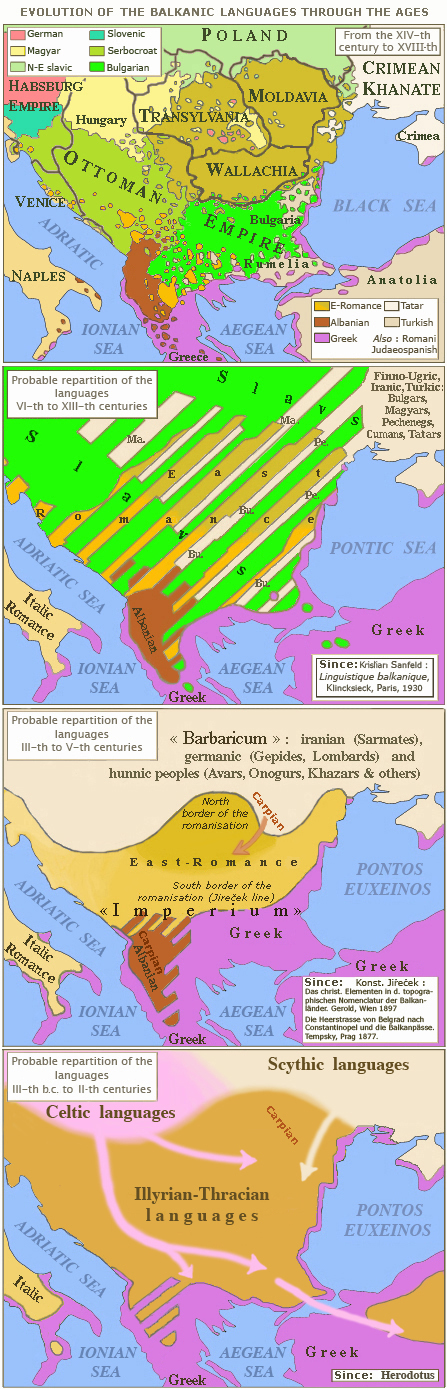
Evoluția limbilor balcanice în decursul istoriei după Capidan, Gołąb, Graur, Jirecek, Kopitar, Sanfeld și Weigand.

## Scurt istoric al cercetărilor
Primul care a observat similaritățile între limbile balcanice care aparțin unor familii diferite a fost lingvistul sloven Jernej Kopitar, în 1829, dar abia în anii 1920 și 1930 a fost dezvoltată o teorie lingvistică, prin contribuțiile lui Gustav Weigand și Kristian Sandfeld-Jensen. Studiind existența articolului enclitic în limba bulgară și limba albaneză, Theodor Capidan a demonstrat influența limbii române vechi asupra limbii bulgare în apariția articolului hotărât. 
Nu toate paralelismele existente în limbile balcanice sunt specifice așa-zisei „uniuni lingvistice balcanice”; numeroase „balcanisme”, luate în considerare de balcaniști, sunt de fapt „latinisme” sau, mai bine zis, „romanisme”, adică inovații ale latinei vulgare și nu ale romanicei balcanice .
Denumirea „uniunea lingvistică balcanică” a fost utilizată pentru prima dată de lingvistul român Alexandru Rosetti în 1958. Theodor Capidan a afirmat că structura limbilor balcanice ar putea fi redusă la o limbă standard, „tipic balcanică”.
Oponenții acestei teorii (printre care Alexandru Graur) pretind că utilizarea termenului „lingvistică balcanică” nu este necesară, deoarece proprietățile limbilor pot fi explicate independent prin evoluții interne în fiecare limbă, iar în anumite cazuri este vorba de o „reciprocitate lingvistică”, aceasta nefiind îndeajuns pentru a se putea vorbi de o lingvistică balcanică, cum se vorbește de „lingvistica romanică” sau „lingvistica germanică”.

## Limbile în cauză
Limbile din Balcani care au în comun anumite proprietăți aparțin mai multor ramuri distincte ale limbilor indo-europene:
- limba albaneză;
- limbi romanice: limbile (dialectele) românești: dacoromână, aromână, meglenoromână, istroromână;
- limbi slave: bulgară, macedoneană, precum și dialectul torlak al limbii sârbe (ultimele două idiomuri fiind considerate de unii lingviști ca fiind dialecte bulgărești);
- limba greacă modernă;
- limba romă.

Ultimele sunt doar parțial incluse în această uniune lingvistică. Trebuie menționat și rolul de suprastrat deținut de limba turcă, aceasta nefiind însă participantă la această uniune.
Nu toate aceste limbi au același număr de proprietăți în comun. De aceea, ele se împart în trei categorii:
1. albaneza, româna, bulgara și macedoneana cu cele mai multe în comun;
2. sârba și greaca cu mai puține elemente;
3. turca, mai ales cu elemente de lexic.

Lingvistul finlandez Jouko Lindstedt a calculat în anul 2000 un „factor de balcanizare”, care dă fiecarei limbi un scor proporțional cu numărul de proprietăți pe care le are în comun cu alte limbi din uniunea lingvistică balcanică. Rezultatele au fost:
| Limba           | Scor |
| --------------- | ---- |
| slave balcanice | 11,5 |
| albaneza        | 10,5 |
| greaca, româna  | 9,5  |
| romani          | 7,5  |

Altă limbă influențată de uniunea lingvistică balcanică este ladino sau iudeo-spaniola, vorbită de evreii sefarzi (numiți și spanioli) odinioară în număr destul de mare în Balcani. Unii cercetători au considerat că „sistemul [ei] gramatical” a fost „probabil împrumutat din greacă”. Lexicul său este romanic (preponderent iberic), cu elemente lexicale ebraice, turcice și altele în măsură mai mică (bulgară, greacă, arabă etc.)